# Загоруйковка
Загоруйковка (укр. Загоруйківка), село,
Ягодненский сельский совет,
Купянский район,
Харьковская область, Украина.
На карте 1977 года указано население 3 человека.
Село ликвидировано в 1987 году.

## Географическое положение
Село Загоруйковка находится на расстоянии в 2 км от села Тимковка и в 4-х км от села Ивановка.

## Объекты социальной сферы
- Школа.